# Düzköy, Mengen
Düzköy là một xã thuộc huyện Mengen, tỉnh Bolu, Thổ Nhĩ Kỳ. Dân số thời điểm năm 2010 là 67 người.